# Bizmut-hidroxid

A bizmut-hidroxid (Bi(OH)3) a bizmut egyik szervetlen vegyülete.

## Előállítása
Bizmutsókból lúgok fölöslegének hatására fehér, pelyhes csapadék alakjában válik le a bizmut-hidroxid:

Bi(NO3)3 + 3 NaOH = 3 NaNO3 + Bi(OH)3

## Fizikai, kémiai tulajdonságai
Már 100 °C-on való hevítéskor könnyen vizet veszít, és BiO(OH) összetételű bizmutil-hidroxiddá vagy helyesebben bizmut-oxid-hidroxiddá alakul át. Lúgokban nem oldódik ugyan, de borkősavas sók és lúgok jelenlétében komplex alakban oldatban marad, s ebből enyhe redukálószerek (pl. szőlőcukor) melegítésre fémbizmuttá redukálják. Ezt a reakciót az orvosi laboratóriumi gyakorlatban cukor kimutatására használják. (Nylander-próba)